# HD 40409
HD 40409，又名CP-63 498，SAO 249390、HR 2102，是一颗恒星，视星等为4.65，位于銀經272.38，銀緯-30.42，其B1900.0坐标为赤經5h 53m 20s，赤緯-63° -30.42′ 12″。